# Puchar Świata w Zapasach 2012
Zawody Pucharu Świata w 2012 roku
- w stylu klasycznym rywalizowano pomiędzy 19–20 maja w Sarańsku w Rosji,
- w stylu wolnym w dniach 12 i 13 maja w Baku w Azerbejdżanie,
- a kobiety wystąpiły w Tokio w Japonii w dniach 26–27 maja.

## Styl klasyczny

### Ostateczna kolejność drużynowa
|     | Państwo          |
| --- | ---------------- |
|     | Iran             |
|     | Turcja           |
|     | Korea Południowa |
| 4.  | Azerbejdżan      |
| 5.  | Rosja            |
| 6.  | Węgry            |
| 7.  | Bułgaria         |
| 8.  | Kazachstan       |
| 9.  | Białoruś         |
| 10. | Armenia          |

## styl wolny

### Ostateczna kolejność drużynowa
|     | Państwo           |
| --- | ----------------- |
|     | Iran              |
|     | Azerbejdżan       |
|     | Stany Zjednoczone |
| 4.  | Rosja             |
| 5.  | Kazachstan        |
| 6.  | Gruzja            |
| 7.  | Turcja            |
| 8.  | Białoruś          |
| 9.  | Japonia           |
| 10. | Bułgaria          |

## styl wolny kobiet

### Ostateczna kolejność drużynowa
|    | Państwo           |
| -- | ----------------- |
|    | Japonia           |
|    | Rosja             |
|    | Chiny             |
| 4. | Kanada            |
| 5. | Ukraina           |
| 6. | Mongolia          |
| 7. | Stany Zjednoczone |
| 8. | Azerbejdżan       |